# 이경록 묘역
이경록 묘역은 경기도 의정부시 고산동 산 52-1에 소재한 임진왜란 때의 장군 이경록과 그의 일가의 묘역이다.
원래는 효령대군의 증손 파성군 이철동의 묘역을 당시 경기도 양주군 내동면 송산, 신숙주 묘소 동북동쪽, 빼벌부락 서남쪽 산에 조성한 것을 시작으로, 이철동의 아들 이광윤의 묘는 파성군 묘 서쪽에 조성되었고, 그 뒤 이광윤의 아들 이간의 묘소가 이광윤 묘소 바로 오른쪽 언덕에 조성되었으며, 그 아래로 아들  이경록 묘역이 바로 아래에, 그리고 그 아래에는 이서의 묘역이 조성되었고, 근처에는 이간의 또다른 아들인 이경유의 묘소가 조성되었다.
다시 이간과 이경록 묘소 서남쪽에는 이서의 묘소가 있고, 이간과 이경록 묘소 바로 오른쪽에는 이기축의 묘소가 조성되었다. 파성군 이철동의 묘소 북쪽, 열공급시설 뒷편에는 이간의 다른 아들 이경복의 묘소가 있다. 이경유의 묘소도 역내에 있다.
이경록 일가 묘역에서 왼쪽을 보면 신숙주의 후손들 묘소가 보이고, 그 옆에 신숙주묘가 있다. 이경록 일가 묘역 오른편에는 정종우의 묘가 있다. 이경록 일가 묘역에서 작은 길을 따라 대로변까지 나오면, 경기도 의정부시 용현동에서 남양주시 별내면 광전리로 가는 도로가 나오며 바로 도로 맞은편에는 의정부교도소와 무명용사 묘역이 있고, 그 교도소 서쪽에는 육군 306 보충대 및 군사지역이 나온다.

## 같이 보기
- 이경록
- 이간
- 이서
- 이경유
- 신숙주 선생 묘
- 영석고등학교
- 육군 306 보충대

## 참고 문헌
- 계곡집
- 월정집